# Ни жив ни мёртв
«Ни жив ни мёртв» (англ. Half Past Dead) — американский боевик 2002 года со Стивеном Сигалом в главной роли, дебютная работа режиссёра Дона Майкла Пола.

## Сюжет
Русский гангстер Саша Петросевич (Стивен Сигал) вместе со своим сообщником Ником Фрейзером (Ja Rule) попадают в тюрьму Новый Алькатрас. В день, когда преступники попадают в тюрьму, в ней должны казнить Лестера МакКенну (Брюс Вейтц), похитившего и спрятавшего 200 миллионов долларов в золотых слитках и убившего несколько агентов ФБР.
За несколько минут до казни Новый Алькатрас штурмует террористическая группа «49» во главе с Дональдом Джонсоном (Моррис Честнат), бывшим американским военным, с целью узнать у смертника, где находится золото. Террористы захватывают в заложники начальника тюрьмы (Тони Плана) и окружного судью МакФерсон (Линда Торсон), однако Петросевичу удаётся выкрасть МакКенну. Саша оказывается агентом под прикрытием, который был посажен в одну тюрьму с Ником, чтобы втереться к нему в доверие и выйти на след криминального авторитета, убившего его жену.

## В ролях
| Актёр            | Роль                                                                 |
| ---------------- | -------------------------------------------------------------------- |
| Стивен Сигал     | русский гангстер и агент ФБР под прикрытием Саша Петросевич          |
| Ja Rule          | автоугонщик из Сан-Франциско Николас «Ник» Фрейзер                   |
| Моррис Честнат   | главарь террористической группы 49 Дональд Роберт Джонсон / «Первый» |
| Клаудия Кристиан | специальный агент ФБР Эллен Уильямс                                  |
| Тони Плана       | начальник тюрьмы Хуан Руиз Экскарзага / «Эль Фуэго»                  |
| Линда Торсон     | окружной судья Джейн Макферсон                                       |
| Ниа Пиплз        | боец террористической группы 49 «Шестая»                             |
| Kurupt           | заключённый по прозвищу «Дёрганный»                                  |
| Брюс Вейтц       | заключённый-смертник Лестер МакКенна                                 |
| Мэтт Батталья    | боец террористической группы 49 «Третий»                             |
| Ричард Бреммер   | криминальный авторитет Сонни Экволл                                  |
| Мо'Ник           | девушка «Дёрганного»                                                 |

## Производство
Картина первоначально называлась Lockdown, но Sony решив избежать путаницы с одноимённой картиной, выходящей в 2002 году, решили переименовать её. Съёмки фильма проходили в Германии.

## Отзывы
Известный критик Роджер Эберт дал фильму негативную оценку, найдя его довольно скучным.

## Награды и номинации
- Номинация на премию «Золотая малина», 2003 год — Худшая мужская роль (Стивен Сигал)[5][6]